# Centre Edgar-Morin
 (avril 2022).
Le centre Edgar Morin est un centre de recherche en sciences humaines et sociales français affilié à l'École des hautes études en sciences sociales. Il constitue l'un des quatre laboratoires fondateurs de l'Institut interdisciplinaire d'anthropologie du contemporain (IIAC), UMR8177 (unité mixte de recherche du Centre national de la recherche scientifique, en cotutelle EHESS).
Georges Friedmann est à l'origine de la création en 1960 du CECMAS sur une idée du sociologue américain Paul Lazarsfeld : « Il faut faire un centre sur l’étude des communications ». Friedman convainc l’École des Hautes Études et le CNRS de s'associer pour la création de ce laboratoire. 
Il fait aussi appel à Roland Barthes qui avait écrit les Mythologies et à Edgar Morin qui traitait le problème de la culture de masse dans l’Esprit du temps.
L'actuel Centre Edgar-Morin a plusieurs fois changé de nom depuis sa création, pour finalement honorer le sociologue et philosophe Edgar Morin à compter de 2008. Installé rue d'Athènes, à Paris, il est actuellement dirigé par Claude Fischler, spécialiste de l'anthropologie de l'alimentation.
Il publie la revue scientifique Communications.

## Historique

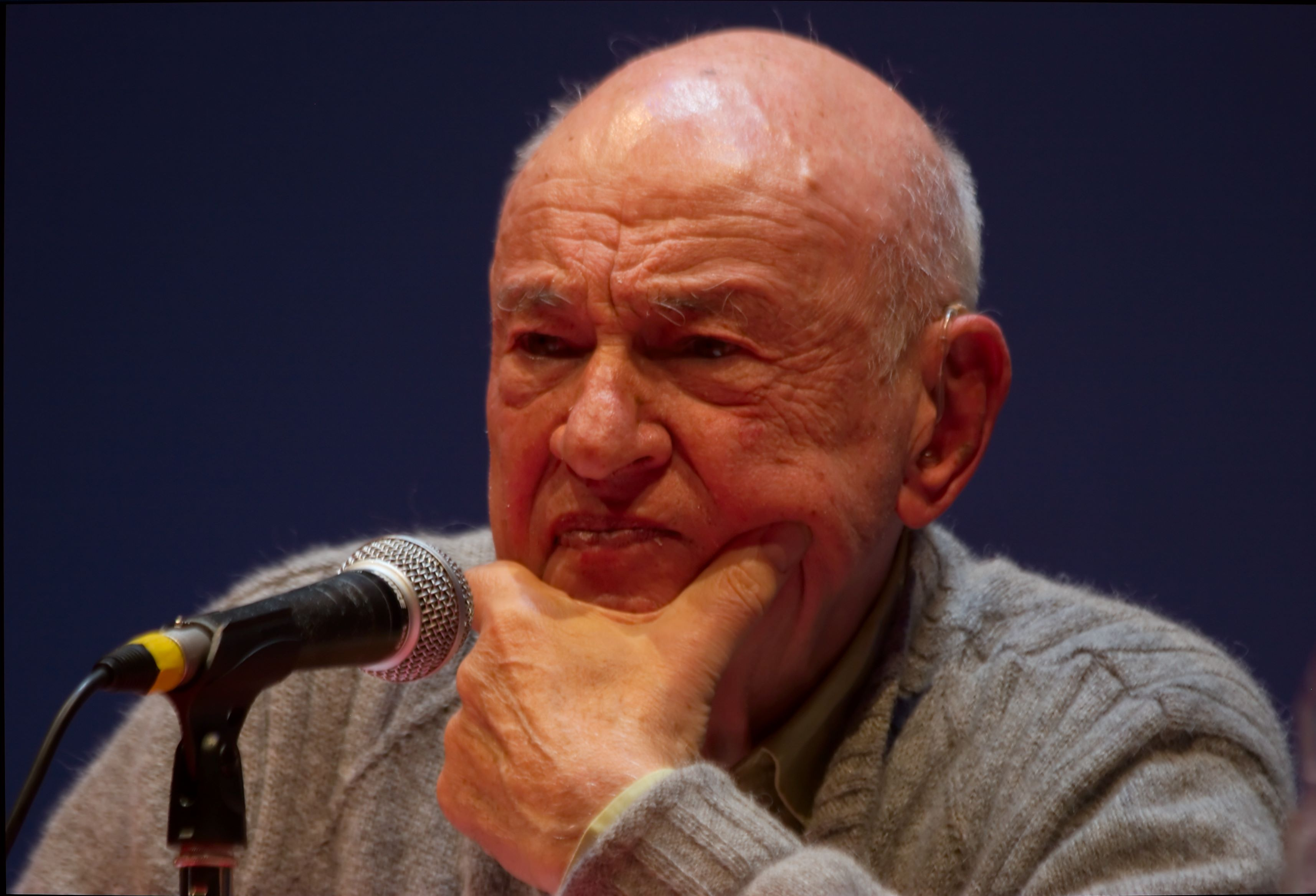
Edgar Morin, ancien codirecteur du centre qui porte désormais son nom.

L'actuel Centre Edgar-Morin a été fondé en 1960 par Georges Friedmann sous le nom de « Centre d'études de communication de masse », abrégé en CECMAS. Il relève alors de la sixième section de l'École pratique des hautes études.
Roland Barthes en décrit les premières activités en 1961.
En 1973, alors qu'il est codirigé par Georges Friedmann, Edgar Morin et Roland Barthes, il est rebaptisé « Centre d'études transdisciplinaires. Sociologie, anthropologie, sémiologie », ou CETSAS. En 1983, il devient ensuite le « Centre d'études transdisciplinaires. Sociologie, anthropologie, politique », ou CETSAP. Edgar Morin et Claude Lefort le codirigent avant de laisser la place à Nicole Lapierre et Pierre Rosanvallon en 1990.
En 1992, le centre devient le « Centre d'études transdisciplinaires. Sociologie, anthropologie, histoire », ou CETSAH. Il est codirigé par Nicole Lapierre et Georges Vigarello jusqu'à ce qu'en 2003 Claude Fischler remplace la première, qui reste membre à l'heure actuelle[Quand ?].
Le Centre est nommé en l'honneur d'Edgar Morin en 2008.

## Thèmes de recherche
- « Corps, santé et société »[7].
- « Mémoire, identité, générations »[7].
- « Territoire, nature, environnement »[7].
- « Sens commun, représentations sociales et phénomènes d'influence »[7].
- « Audiovisuel : pratiques et recherches »[7].
- « Transdisciplinarité et Complexité »[7].

## Membres

### Anciens membres
- Georges Friedmann, fondateur du CECMAS à l'EPHE, ancien codirecteur du CETSAS[3].
- Roland Barthes, ancien codirecteur du CETSAS[3].
- Claude Lefort, ancien codirecteur du CETSAP[3].
- Pierre Rosanvallon, ancien codirecteur du CETSAP[3].
- Jacques Cloarec, enseignant-chercheur à l'EHESS[6].
- Elisabeth Lage, enseignante-chercheuse à l'EHESS, ancienne directrice du Laboratoire de psychologie sociale[6].
- Véronique Nahoum-Grappe, chercheuse à l'EHESS[6].

### Membres actuels[Quand?]
- Natacha Calandre, chercheuse en socio-économie alimentaire, diplômée du cirad, Université Montpellier I[6].
- Antonio Casilli, professeur de sociologie à Télécom Paris (Institut Polytechnique de Paris)
- Pierre-Antoine Chardel, professeur à Institut Mines-Télécom Business School
- Valérie Charolles, chercheuse en philosophie à Institut Mines-Télécom Business School
- Claude Fischler, directeur de recherche au CNRS, directeur[6].
- Claudine Haroche, directrice de recherche émérite au CNRS[6].
- Benoît Hazard, chargé de recherche au CNRS[6].
- Jean-Pierre Hassoun, directeur de recherche au CNRS[6].
- Saadi Lahlou, chercheur associé, professeur à Institute of Social Psychology, London School of Economics and Political Science.
- Nicole Lapierre, directrice de recherche au CNRS, ancienne codirectrice du CETSAP et du CETSAH[6].
- Edgar Morin, directeur de recherche émérite au CNRS[6].
- Alfredo Pena-Vega, chercheur associé.
- Martyne Perrot, chargée de recherche au CNRS[6].
- Marie-Christine Pouchelle, directrice de recherche au CNRS[6].
- Jocelyn Raude, chercheur associé, diplômé de l'EHESS.
- Évelyne Ribert, chargée de recherche au CNRS[6].
- Emilia Sanabria, postdoctorante, recherche financée par la Fondation Fyssen ; Ph.D. Anthropologie sociale, Université de Cambridge[6]
- Christophe Serra Mallol, chercheur associé, maître de conférences à l'Université Toulouse - Jean Jaurès
- Steven Uran, chargé de recherche au CNRS[6].
- Georges Vigarello, directeur d'études à l'EHESS, ancien codirecteur[6].

## Membres invités[Quand?]
- Juliana Allain-Mezzomo, chercheuse invitée, Université fédérale de Santa Catarina, Florianopolis (Brésil)[6].
- Torbjörn Bildtgård, chercheur invité, Université de Gävle (Suède)[6].
- Elisabeth Claire, chercheuse invitée, New York University (États-Unis)[6].
- Yukiko Kano, postdoctorante[6].
- Rafael Mandressi, chercheur associé étranger, Instituto Universitario CLAEH, Montevideo (Uruguay)[6].
- Regina Marques de Souza Oliveira, postdoctorante, recherche financée par la fondation Capes[6].
- Karine Moeglin, postdoctorante, recherche financée par l'INCa[6].
- Sylvia Poti, postdoctorante, recherche financée par l’Université de Lecce (Italie)[6].
- Idalice Ribeiro Silva Lima, chercheuse invitée, recherche financée par le CNPq (Brésil)[6]. Université Sao Paulo (Brésil).
- Amilcar Torrao Filho, chercheur invité, Université Sao Paulo (Brésil)[6].
- Goro Yamazaki, postdoctorant, Research Fellow of the Japan Society for the Promotion of Science (JSPS)[6].